# Charles Jarrott
Charles Jarrott (Londres, 16 de junho de 1927 - 4 de março de 2011) foi um cineasta inglês.

## Filmografia (parcial)
- 1971 Mary, Queen of Scots